# Coelogyne undatialata
Coelogyne undatialata är en orkidéart som beskrevs av Johannes Jacobus Smith.
Coelogyne undatialata ingår i släktet Coelogyne och familjen orkidéer. Inga underarter finns listade i Catalogue of Life.